# Коровин, Кесарь Михайлович
Кесарь Михайлович Коровин (1918—1982) — полковник Советской Армии, участник Великой Отечественной войны, Герой Советского Союза (1946).

## Биография
Родился 30 марта 1918 года в посёлке Михайловский Красноуфимского уезда, Пермской губернии.
В 1924 году переехал в Свердловск. После окончания восьми классов школы и школы фабрично-заводского ученичества работал слесарем на Уралмашзаводе и учился в Свердловском аэроклубе.
В 1938 году Свердловским облвоенкоматом призван на службу в Рабоче-крестьянскую Красную Армию. В 1940 году окончил Молотовскую военную авиационную школу лётчиков. С первого дня Великой Отечественной войны — на её фронтах.
К концу войны майор Кесарь Коровин был помощником по воздушно-стрелковой службе командира 637-го штурмового авиаполка 227-й штурмовой авиадивизии 8-го штурмового авиационного корпуса 8-й воздушной армии 4-го Украинского фронта. За время своего участия в боях совершил 125 боевых вылетов на воздушную разведку и штурмовку скоплений боевой техники и живой силы противника, его военных объектов, нанеся ему большие потери. Восемь раз был сбит истребителями и зенитной артиллерией, три раза ранен.
Указом Президиума Верховного Совета СССР от 15 мая 1946 года за «мужество и героизм, проявленные при нанесении штурмовых ударов по врагу» майор Кесарь Коровин был удостоен высокого звания Героя Советского Союза с вручением ордена Ленина и медали «Золотая Звезда».
Также награждён тремя орденами Красного Знамени (14.08.1942, 22.05.1945, …), орденами Александра Невского (23.02.1944), Отечественной войны 2-й степени (10.02.1943), двумя орденами Красной Звезды (09.08.1941, 26.10.1955), рядом медалей, в том числе «За отвагу» (23.06.1942), «За победу над Германией в Великой Отечественной войне 1941—1945 гг.» (09.05.1945), «За оборону Москвы» (01.05.1944), «За освобождение Праги» (09.06.1945), «За боевые заслуги» (20.06.1949).
После войны окончил высшие офицерские курсы, командовал авиационным полком.
В 1959 году в звании полковника уволен в запас. Проживал в городе Пушкине Ленинградской области.
Умер 9 декабря 1982 года, похоронен на Казанском кладбище Пушкина.